# Hruszniew-Kolonia
Hruszniew-Kolonia – wieś sołecka w Polsce położona w województwie mazowieckim, w powiecie łosickim, w gminie Platerów.
| SIMC    | Nazwa | Rodzaj     |
| ------- | ----- | ---------- |
| 0017489 | Dwór  | części wsi |

W latach 1975–1998 miejscowość administracyjnie należała do województwa bialskopodlaskiego.
Wierni Kościoła rzymskokatolickiego należą do parafii św. Wojciecha w Górkach.